# Reserva de la biosfera de Hanma
La Reserva de la Biosfera de Hanmaes un área protegida que también es reserva natural nacional y sitio Ramsar, en la región autónoma de Mongolia Interior, en la vertiente norte de la parte occidental de la cordillera del Gran Jingan, en China.
La reserva, designada por la Unesco como reserva de la biosfera en 2015, abarca una parte significativa del bosque boreal (taiga) que se encuentra en China. Cubre una variedad de ecosistemas de bosques y humedales de gran riqueza biológica, incluidas numerosas especies en peligro de extinción. El bosque de coníferas templado frío representa el sistema forestal mejor conservado de China y tiene un valor científico significativo.

## Características
La reserva está situada a gran altura en la parte occidental de la cordillera principal del Gran Jingan. Las montañas circundantes forman un valle plano que se extiende de norte a sur con una longitud de 56 km y una anchura de 32 km. Tiene una extensión de 1489,5 km2, con un área central o núcleo de 465 km2, una zona colchón de 788,5 km2 y una zona de transición de 236 km2.
La reserva incluye una amplia variedad de humedales que cubren más de 200 km2, incluidos humedales fluviales, lacustres y pantanosos de Larix gmelinii y Carex, así como pantanos arbolados, de arbustos y herbáceos. La reserva también pertenece a un ecosistema de bosque de coníferas en medio de montañas de tundra. Las principales formas de vegetación dentro de la reserva son el bosque de taiga, formado por coníferas, incluido el pino enano siberiano y el pino silvestre.
La reserva de la biosfera juega un papel importante en la protección del agua y los recursos de la vida silvestre, asegurando la purificación del agua y manteniendo el equilibrio ecológico del área de Heilongjiang y el río Jiliuhe.
Hanma tiene una diversidad biológica muy abundante. Las especies típicas incluyen la salamandra siberiana, el glotón, el alce, el ciervo almizclero siberiano, la marta cibelina, el cárabo lapón y otros animales árticos.

## Sitio Ramsar
La zona de la reserva fue declarada sitio Ramsar número 2351 en 2018, en las coordenadas 51°35′N 122°38′E, con una extensión de 1073,48 km2, por ser uno de los bosques templados de coníferas mejor conservados de China en la tundra montañosa. Abarca la cuenca del río Taliya y sus afluentes. El sitio está dominado por pantanos, ríos y lagos. Las especies dominantes en el ecosistema acuáticos son Larix gmelinii y Sphagnum, que forman turberas y actúan como una importante reserva de carbono. Se han registrado unas 620 especies de plantas entre helechos briofitas, gimnospermas y angiospermas, 26 de peces y diez de anfibios y reptiles, así como 203 de aves y 51 de mamíferos.

## Poblamiento humano
La reserva de biosfera contiene la última tribu de renos en China distribuida en y alrededor del área de transición. Treinta personas de la etnia evenki que poseen alrededor de 300 renos viven en el área de transición como habitantes permanentes. Sin embargo, los ancianos y los niños a menudo abandonan la reserva para obtener tratamiento médico y educación, y también se van a climas más cálidos durante el invierno. El estilo de vida de la tribu basado en la caza y la vida en los pastizales ha perdurado durante siglos y persiste hasta el día de hoy. Su desarrollo social ha resultado en la creación de una notable cultura minoritaria basada en el chamanismo, que ha dado a los cazadores locales una profunda creencia en el culto a la naturaleza y la protección de los seres naturales. Sus tradiciones religiosas, producción agrícola, formas de vida y costumbres culturales únicas han dejado una profunda huella en la Reserva de la Biosfera de Hanma y juegan un papel importante en la protección natural de la región. El amor y la pasión de los evenkis por la naturaleza, los bosques y los lagos han sido fundamentales para mantener el estado del bosque.
En 2019, vivían en la periferia de la reserva unas 43 536 personas, incluidas 17 641 personas en la ciudad de Jinhe, 19 363 personas en la ciudad de Ah Longshan y 6 532 personas en la ciudad de Niuerhe. Estas comunidades dependen de los recursos naturales de la reserva en términos de productos y servicios del ecosistema, por ejemplo, recolectando y vendiendo bayas y hongos del área de transición de la reserva.